# 1990-es magyar asztalitenisz-bajnokság
Az 1990-es magyar asztalitenisz-bajnokság a hetvenharmadik magyar bajnokság volt. A bajnokságot február 17. és 18. között rendezték meg Budapesten, a Statisztika Marczibányi téri csarnokában.

## Eredmények
| Versenyszám  | Arany                                                     | Arany | Ezüst                                                      | Ezüst | Bronz | Bronz |
| ------------ | --------------------------------------------------------- | ----- | ---------------------------------------------------------- | ----- | --- | ----- |
| Férfi egyéni | Harczi Zsolt Ceglédi VSE                                  |       | Varga Sándor Postás SE                                     |       | Bátorfi Zoltán Postás SENémeth Károly Postás SE                                                                            |       |
| Női egyéni   | Bátorfi Csilla BSE                                        |       | Nagy Krisztina Statisztika Petőfi SC                       |       | Hegedüs Ágnes Fővárosi Vízművek SKOláh Zsuzsa Statisztika Petőfi SC                                                        |       |
| Férfi páros  | Somosi Miklós, Turbók Attila BVSC                         |       | Frank Béla, Berta Zoltán Kaposplast SC, Ceglédi VSE        |       | Szosznyák Attila, Aranyosi Péter Ganz-MÁVAG VSE, Kiskunfélegyházi Lenin TSZ SKNémeth Károly, Varga Sándor Postás SE        |       |
| Női páros    | Káhn Szilvia, Karádi Krisztina BSE, Erzsébeti ATSE        |       | Bátorfi Csilla, Wirth Gabriella BSE, Statisztika Petőfi SC |       | Hegedüs Ágnes, Nagy Krisztina Fővárosi Vízművek SK, Statisztika Petőfi SCÉllő Vivien, Tóth Krisztina Statisztika Petőfi SC |       |
| Vegyes páros | Frank Béla, Pidl Zita Kaposplast SC, Fővárosi Vízművek SK |       | Harczi Zsolt, Iváskó Gabriella Ceglédi VSE, Erzsébeti ATSE |       | Turbók Attila, Káhn Szilvia BVSC, BSEHolló Zsolt, Hegedüs Ágnes BVSC, Fővárosi Vízművek SK                                 |       |